# Stadion v Jiráskově ulici
Stadion v Jiráskově ulici je fotbalový stadion, který se nachází v Jihlavě a nabízí kapacitu pro 4 500 sedících diváků. Svá domácí utkání na něm hraje FC Vysočina Jihlava.

## Historie
Počátky výstavby se datují na začátek 2. pol. 20. stol., kdy fotbalový oddíl ZSJ Jihlava sháněl pozemek pro svůj nový stadion. Pozemek dnešního stadionu byl klubem odkoupen v roce 1951, stavba na něm byla zahájena v září téhož roku. Slavnostně byl otevřen 16. června 1955 u příležitosti spartakiády, které se před 15 000 diváky zúčastnilo na 10 000 cvičenců.
V roce 1959 byla zprovozněna budova se sociálním zařízením (do té doby měli fotbalisté šatny ve vyřazeném stěhovacím voze). Na začátku 70. let 20. stol. došlo k výměně škvárového povrchu hrací plochy za trávník a byla zmodernizována také atletická dráha. V létě roku 1974 došlo ke stavbě jihozápadních krytých tribun, které byly otevřeny v červnu 1975. V roce 2002 došlo k modernizaci šaten a administrativní budovy.

### Prvoligová scéna
Po postupu Vysočiny Jihlava do první ligy došlo v letech 2005 až 2006 ke stavbě umělého osvětlení a také nové severní tribuny, díky čemuž byl stadion zastavěn ze všech stran. Při stavbě došlo ke zrušení původní atletické dráhy. Díky výjimce mohla Vysočina hrát své zápasy na tomto stadionu i v období probíhajících stavebních prací. Celkové náklady této rekonstrukce činily 180 milionů korun.
Po opětovném postupu Vysočiny Jihlava do první ligy byl na hrací plochu stadionu instalován vyhřívaný trávník.

### Finále domácího poháru
Dne 25. května 2011 se zde odehrálo před 5430 diváky finále Ondrášovka Cupu mezi Mladou Boleslaví a Sigmou Olomouc, které po základní hrací době skončilo výsledkem 1:1. V následném penaltovém rozstřelu zvítězila Mladá Boleslav poměrem 4:3, přičemž rozhodující penaltu proměnil Jan Chramosta. Zajistil tak svému klubu první velkou trofej a účast ve 3. předkole Evropské ligy.
Utkání provázely výtržnosti fanoušků, kteří po skončení zápasu vnikli na hrací plochu a způsobili potyčky, což vedlo k zásahu pořadatelské služby a policie.

### Azyl projiné týmy
Dne 31. května 2014 zde odehrál tým 1. SC Znojmo svůj domácí zápas 30. ligového kola proti FK Dukla Praha (0:2), neboť nestihl nechat zrekonstruovat svůj domácí stadion v Husových sadech podle ligových regulí. Hrál proto v brněnském azylu, ale na něm došlo k termínové kolizi s domácím týmem Zbrojovky.
Dne 25. října 2024 zde odehrál tým SFC Opava svůj domácí zápas 14. kola druhé ligy proti FC Baník Ostrava "B" (0:0), neboť jeho stadion v Městských sadech postihla povodeň. Hrál proto v hlučínském azylu, ale na něm došlo k termínové kolizi s domácím týmem Hlučína a jeho stadion by pro takové utkání ani neodpovídal bezpečnostním normám.